# Apis andreniformis
A abelha-preta-anão (Apis andreniformis) é uma espécie de abelha cujo habitat natural são as regiões tropicais e subtropicais da Ásia.
A. andreniformis foi a quinta espécie de abelha do mel a ser descrita das sete espécies conhecidas de Apis, e sua biologia, distribuição geográfica, e seu status específico foi reconhecido por muitos autores. No entanto, a identidade real das espécies foi mal compreendida, e só recentemente tem sido classificado separadamente de sua "irmã-espécie" Apis florea já que existem situações que definam as abelhas A. andreniformis e A. florea ser da mesma coespécie. Ambas as espécies estão distribuídas por toda a Ásia tropical e subtropical, incluindo o Sudeste da China, Índia, Birmânia, Laos, Vietnã, Malásia, Indonésia (Java e Bornéu), e as Filipinas (Palawan).